# Thập niên 200
Thập niên 200 hay thập kỷ 200 chỉ đến những năm từ 200 đến 209.